# NGC 2920
NGC 2920 (другие обозначения — ESO 565-15, IRAS09318-2038, PGC 27197) — спиральная галактика (Sa) в созвездии Гидры. Открыта Джоном Гершелем в 1837 году.
Этот объект входит в число перечисленных в оригинальной редакции «Нового общего каталога».
Возможная Sb галактика. Вероятно, входит в широкую ассоциацию галактик. В ней видно центральное кольцо, южная половина которого имеет очень красный цвет.
Галактика является меньшим и более тусклым компаньоном спиральной галактики NGC 2921, находящейся на расстоянии 6,0 угловой минуты к юго-востоку.